# 圣殿广场
聖殿廣場（英語：Temple Square）是一個佔地10英畝（4.0公頃），由耶穌基督後期聖徒教會擁有的廣場，位處美國猶他州鹽湖城的市中心。近年，這個名稱亦被用作包括廣場附近的摩門教建築物，包括鹽湖城聖殿、鹽湖城大禮拜堂、鹽湖城禮堂、海鷗紀念碑和兩個遊客中心。

## 歷史

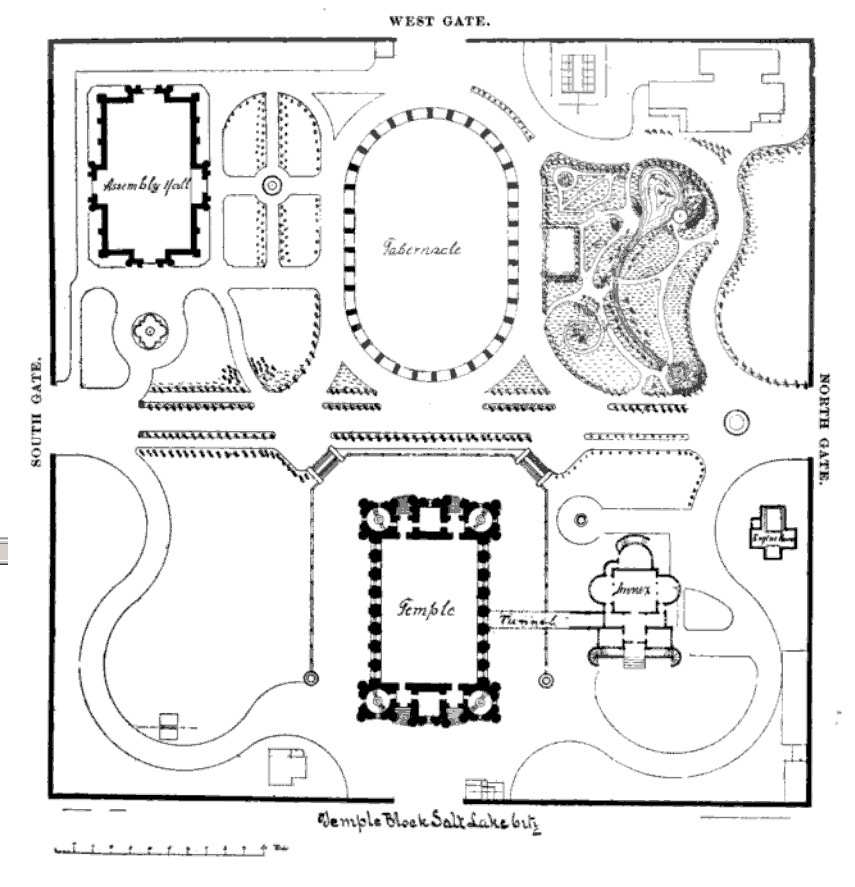
約1893年的聖殿廣場平面圖

2013年的聖殿廣場

1847年，摩爾門教拓荒者抵達鹽湖谷，耶穌基督後期聖徒教會主席楊百翰選中一塊位處沙漠的土地，並指將會在該處為他們的神建設一座聖殿。當鹽湖城被建設時，一個廣場在聖殿的周圍興建，後來被定名為聖殿廣場。一幅高15呎的牆亦在廣場建成後不久興建，並將廣場包圍。

## 現代用途

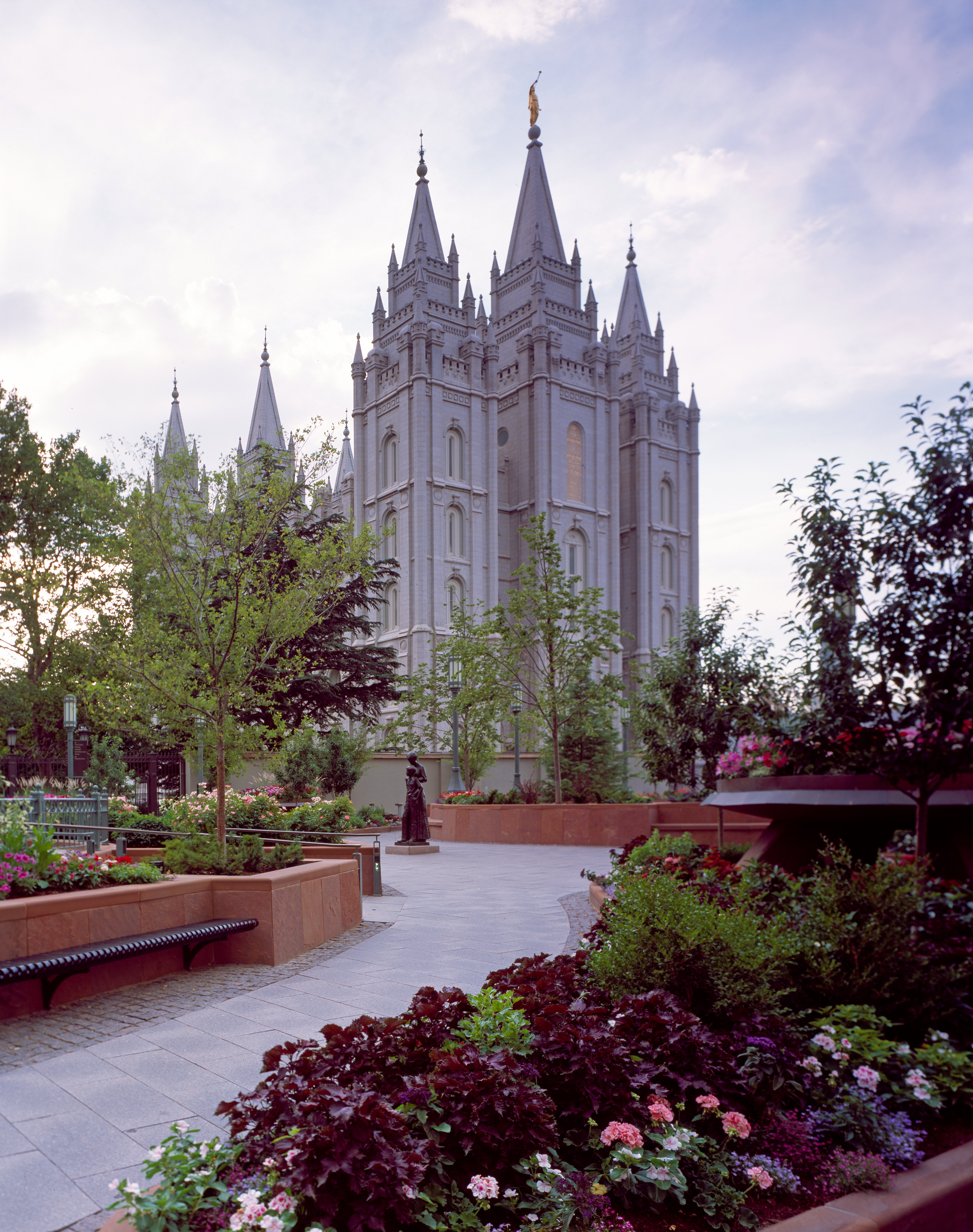
鹽湖城聖殿

### 旅遊業
聖殿廣場是猶他州最多遊客的旅遊景點，每年吸引300萬至500萬旅客遊覽，比大峽谷和黃石國家公園的遊客還要多。

### 燈飾
聖殿廣場和裡面的花園不時會舉行音樂會和其他活動。在聖誕節時，圍繞廣場內的樹木和灌木，由十萬顆燈炮組成的聖誕燈飾會在晚上點亮直至晚上9時。聖殿廣場的燈飾每年吸引多於1萬人參加。

## 建築物

### 南北遊客中心
聖殿廣場設有兩個遊客中心，分別為北遊客中心和南遊客中心。北遊客中心較早落成，並設有耶穌像的複製品。該耶穌像由丹麥雕塑家巴特爾·托瓦爾森設計。耶穌像設在北遊客中心的一個圓頂室內。兩座遊客中心均由全職女性傳教士和較年長的傳教士夫婦負責。駐在聖殿廣場的女性傳教士來自世界各地，並在姓名牌上掛有所屬國家的國旗。
- 北遊客中心的耶穌像
- 舊資訊局大樓，曾於1904年至1978年用作招待遊客（相片攝於1909年）
- 聖誕節時的鹽湖城禮堂

### 會議及禮拜中心
聖殿廣場設有3個大型禮拜大樓。其中最小的是位處廣場西南方的鹽湖城禮堂，可容納2000人。禮堂採用維多利亞哥德式建築風格，其內部呈十字形佈局，而大衛之星側在禮堂各入口的高處，象徵以色列十二個部落的聚會。鹽湖城禮堂於1877年8月11日開始興建，並於1882年建成，位處鹽湖城大禮拜堂以南，南閘附近，南遊客中心的對面。鹽湖城禮堂有時會進行週末音樂會。
最大和最新興建的禮拜大樓是耶穌基督後期聖徒教會會議中心，可容納21,000人，主要用作耶穌基督後期聖徒教會的大會，以致用作音樂會和文化活動。會議中心於2000年落成。而位於會議中心西北方的是會議中心劇院，擁有850個座位，用作戲劇表演用途，亦有用作音樂會及其他活動。

### 家譜圖書館
家譜圖書館位於聖殿廣場的西方，是全世界最大的家谱图书馆，並免費開放給遊客參觀。圖書館藏有來自超過110個國家、地區和屬地的家譜。其館藏包含超過240萬卷以缩微胶卷記載的家譜紀錄、74.2萬張缩微胶片、31萬本连载小说和其他格式的書、4500份期刊及700份電子資源。

## 外部連結
- 维基共享资源上的相關多媒體資源：圣殿广场
- 耶穌基督後期聖徒教會官方網站 （页面存档备份，存于）
- 聖殿廣場官方網站 （页面存档备份，存于）

40°46′13″N 111°53′33″W / 40.77041°N 111.89246°W